# Mlanjella bivittata
Mlanjella bivittata är en insektsart som beskrevs av Synave 1959. Mlanjella bivittata ingår i släktet Mlanjella och familjen vedstritar. Inga underarter finns listade i Catalogue of Life.